# Anthony Everitt
Anthony Everitt (31 de janeiro de 1940) é um acadêmico britânico. Vive em Wivenhoe, próximo de Colchester. Estudou literatura inglesa na Universidade de Cambridge e serviu por quatro anos como secretário-geral do Concelho de Artes da Grã-Bretanha. Um professor convidado de artes e política cultural na Universidade Nottingham Trent e Universidade City, desde 1994 faz contribuições periódicas ao The Guardian e The Financial Times. Everitt é um associado do Instituto Liverpool de Artes Cênicas e um Membro Honorário da Colégio Dartington de Artes. Ele escreveu livros de sucesso sobre a história romana, dentre os quais as biografias de Cícero, Augusto (r. 27 a.C.–14 d.C.) e Adriano (r. 117–138) e um livro sobre a Ascensão de Roma.